# Fljótsdæla saga
Die Fljótsdæla saga ist eine Isländersaga vermutlich aus dem 15. Jahrhundert bis zur ersten Hälfte des 16. Jahrhunderts. Überliefert ist die Saga durch die Handschrift AM 551c, 4° unvollständig, und vollständig als Abschrift AM 451,4°.
Die Saga ist ohne historische Relevanz, stoff-, formlich ausgeprägt der Unterhaltung dienlich. Sie ist eine Kompilation aus Inhalten aus der Droplaugarsona saga und der Gunnars þáttr Þiðrandabana und ist als Fortsetzung der Hrafnkels saga konzipiert.